# Oyabe (Toyama)
Oyabe (小矢部市; -shi) é uma cidade japonesa localizada na província de Toyama.
Em 2003 a cidade tinha uma população estimada em 34 333 habitantes e uma densidade populacional de 256,01 h/km². Tem uma área total de 34,11 km².
Recebeu o estatuto de cidade a 1 de Agosto de 1962.

## Cidade-irmã
- Tonami, Japão